# Angle circulaire
L'angle circulaire est utilisé conjointement avec l'angle d'élévation pour caractériser le domaine de couverture d'un radar aéroporté, ou d'un système optronique embarqué.
L'angle circulaire, ou le circulaire, est l'angle dans le plan principal (par exemple, plan des ailes d'un avion contenant l'axe longitudinal) sous lequel un capteur aéroporté détecte une cible (C).
Rapporté dans le repère du porteur (Oxyz), cet angle est la projection sur le plan (Oxy) de l'angle porté par l'axe longitudinal du porteur (Ox) et la droite (OC) passant par le point visé.
Cet angle s'exprime généralement en degrés, compris entre -−180° et +180°, le sens positif étant orienté vers la droite.
L'angle de gisement, ou le gisement, se distingue de l'angle circulaire, par le fait qu'il est compris dans le plan horizontal, indépendamment de l'attitude du porteur.
Le site est utilisé conjointement avec le gisement et la distance radiale pour positionner  une cible visée par un capteur par ses coordonnées sphériques.